# 中國餐館
《中國餐館》是由英氏影視公司拍攝的一部情景喜劇。它以位於美國加州的一個中國餐館“北京園”為背景，描述了這些海外華人的生活。

## 主要人物
- 邵紅，餐館總經理，王姬飾
- 楊堅，領班，楊立新飾
- 陳宏浦，服務生，臺灣人，劉金山飾
- 文約翰，服務生，美國長大的華人，呂小品飾
- 張小京，北京人，何冰飾
- 王昕，东北人，楊青飾
- Daniel，麥博文飾
- 黃昌明，廚師，山東人，李琦飾